# 粒子空孔理論
量子論における粒子空孔理論とは、フェルミ粒子が消滅あるいは励起した状態を空孔が生成した状態であると考え、粒子と空孔が等価なものとして、その多体系を扱う理論のこと。
空孔の考え方は、相対論的量子力学におけるディラック方程式の荷電共役対称性による空孔理論（ディラックの海）や、フェルミ縮退状態において用いられる。またこの考え方はフェルミ粒子に特有な考え方で、ボース粒子には存在しない。なぜならボース粒子系の生成消滅演算子は反交換関係ではなく正準交換関係に従い、生成演算子と消滅演算子が非対称であるため、粒子と空孔を等価に扱うことができないためである。
たとえば原子核物理学における殻模型などでは、原子核の構造を核子の多体系として扱う。その励起状態は非占有状態にN個の粒子が生成し、それまで粒子がいた場所にはN個の空孔が生成したとするN粒子・N空孔状態で表す。